# Barka (rivier)
De Barka is een rivier in Eritrea en Soedan met een lengte van 500 km die uitmondt in de Rode Zee.
Het debiet bedraagt 25,35 m³/s. Het stroomgebied heeft een oppervlakte van 66.200 km². Een zijrivier is de Anseba.
- Library of Congress Control Number: sh95001072
- Nationale Bibliotheek van Israël: 987007534598905171
- Virtual International Authority File: 315144972